# Warren y Wetmore
Warren y Wetmore fue una empresa de arquitectura establecida en Nueva York. Fue una asociación entre Whitney Warren (1864–1943) y Charles Delevan Wetmore (10 de junio de 1866 – 8 de mayo de 1941), que tuvo una de las prácticas más extensas de su tiempo y fue conocida por el diseño de grandes hoteles.

## Miembros
Whitney Warren fue primo de la familia Vanderbilt de Nueva York y pasó diez años en la École des Beaux Arts. Allí conoció a su compañero Emmanuel Louis Masqueray, quien en 1897 se uniría a la firma de Warren y Wetmore. Inició su práctica en Nueva York en 1887. 
El compañero de Warren, Charles Delevan Wetmore (usualmente referido sólo como Charles D. Wetmore), fue un abogado. Sus conexiones sociales permitieron que les encargaran comisiones para clubes, propiedades privadas, hoteles y estaciones, incluyendo el edificio de oficinas de la New York Central, los muelles de Chelsea y los hoteles Ritz-Carlton, Biltmore, Commodore, y Ambassador. Fueron los arquitectos preferidos para el Ferrocarril Central de Nueva York de los Vanderbilt.
Whitney Warren se retiró en 1931 pero ocasionalmente trabajó como consultor. Warren se enorgullecía de su diseño del nuevo edificio de la biblioteca de la Universidad Católica de Lovaina culminado en 1928 que quería que llevara la inscripción Furore Teutonico Diruta: Dono Americano Restituta ("Destruido por la furia alemana, restaurado por la generosidad estadounidense") en la fachada. Esta propaganda de la posguerra no se añadió al edificio. La biblioteca fue severamente dañada durante la Segunda Guerra Mundial por fuerzas británicas y alemanas pero fue completamente restaurada luego de la guerra.
Los archivos arquitectónicos de la firma se mantienen en el Departamento de Planos y Archivos de la Biblioteca Avery de Arquitectura y Bellas Artes de la Universidad de Columbia.

## Obras

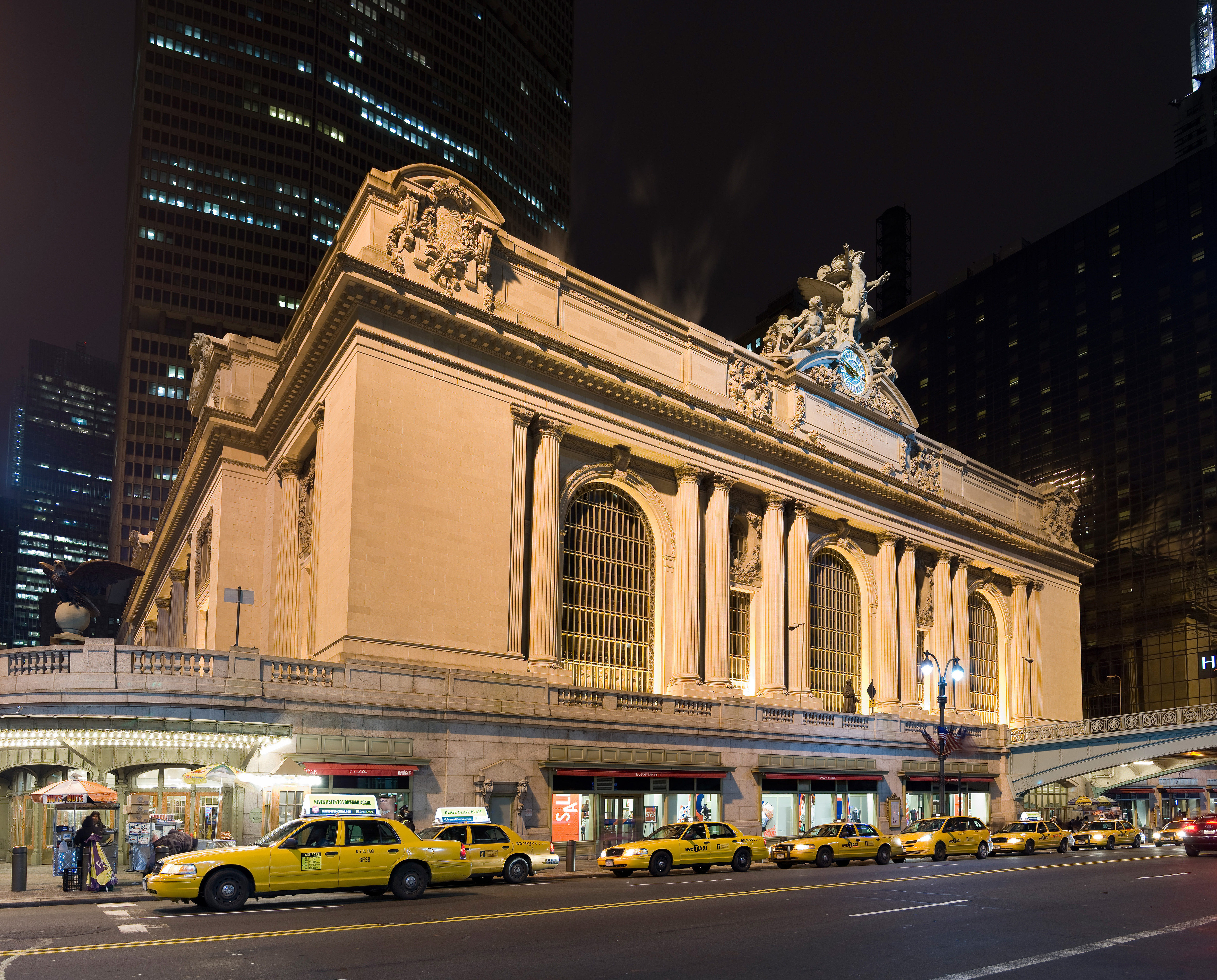
Grand Central Terminal, Manhattan

La obra más importante de la firma en Nueva York es definitivamente la construcción del Grand Central Terminal, culminado en 1913 en asociación con Reed y Stem. Warren y Wetmore estuvieron involucrados en varios hoteles de la circundante "Terminal City".
Entre las obras de la firma se encuentran:
- La Racquet House en el Tuxedo Club, Tuxedo Park, 1890-1900

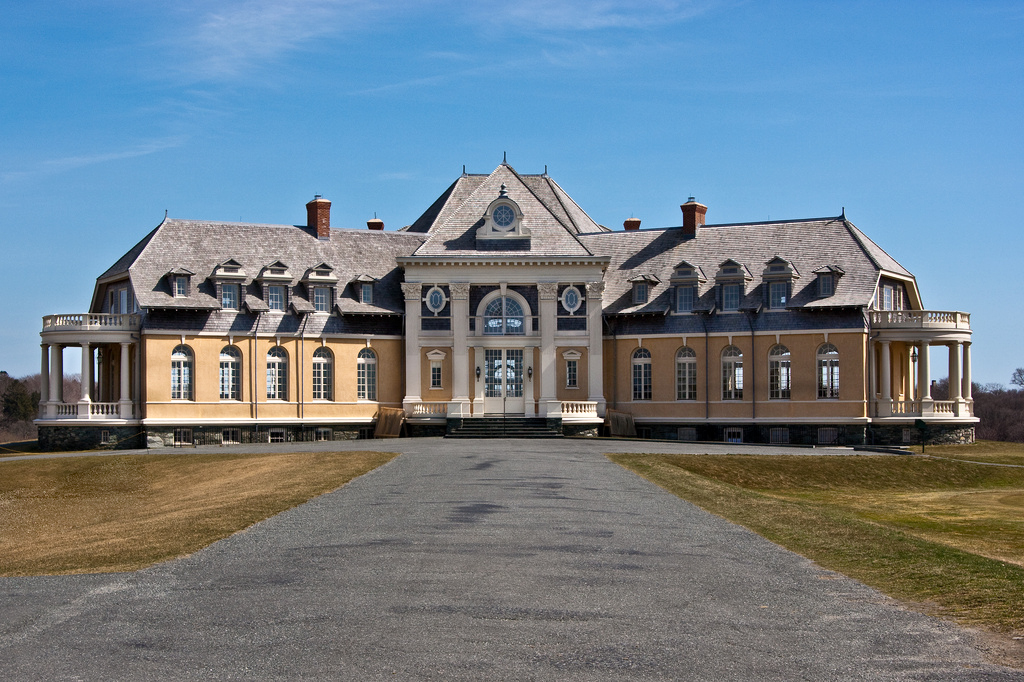
Newport Country Club, Newport

- Newport Country Club, NewportNewport Country Club, Newport, RI, 1895
- Westmorly Court, parte de Adams House en la Universidad de Harvard 1898-1902
- Club de Yates de Nueva York, 1899
- High Tide, William S. Miller residence, Newport, RI 1900
- 10 West 56th Street, la Mansión Edey, 1901
- La propiedad Kirby Hill (Mansión Eric Kuvykin), Long Island, 1902
- La Marshall Orme Wilson House, 1903
- Los establos y castillo del Departamento de Limpieza Pública de Brooklyn, Brooklyn, 1904
- 49 de la calle 52 este, Manhattan, 1908
- Capilla del Cementerio de Green Wood, Brooklyn, 1911

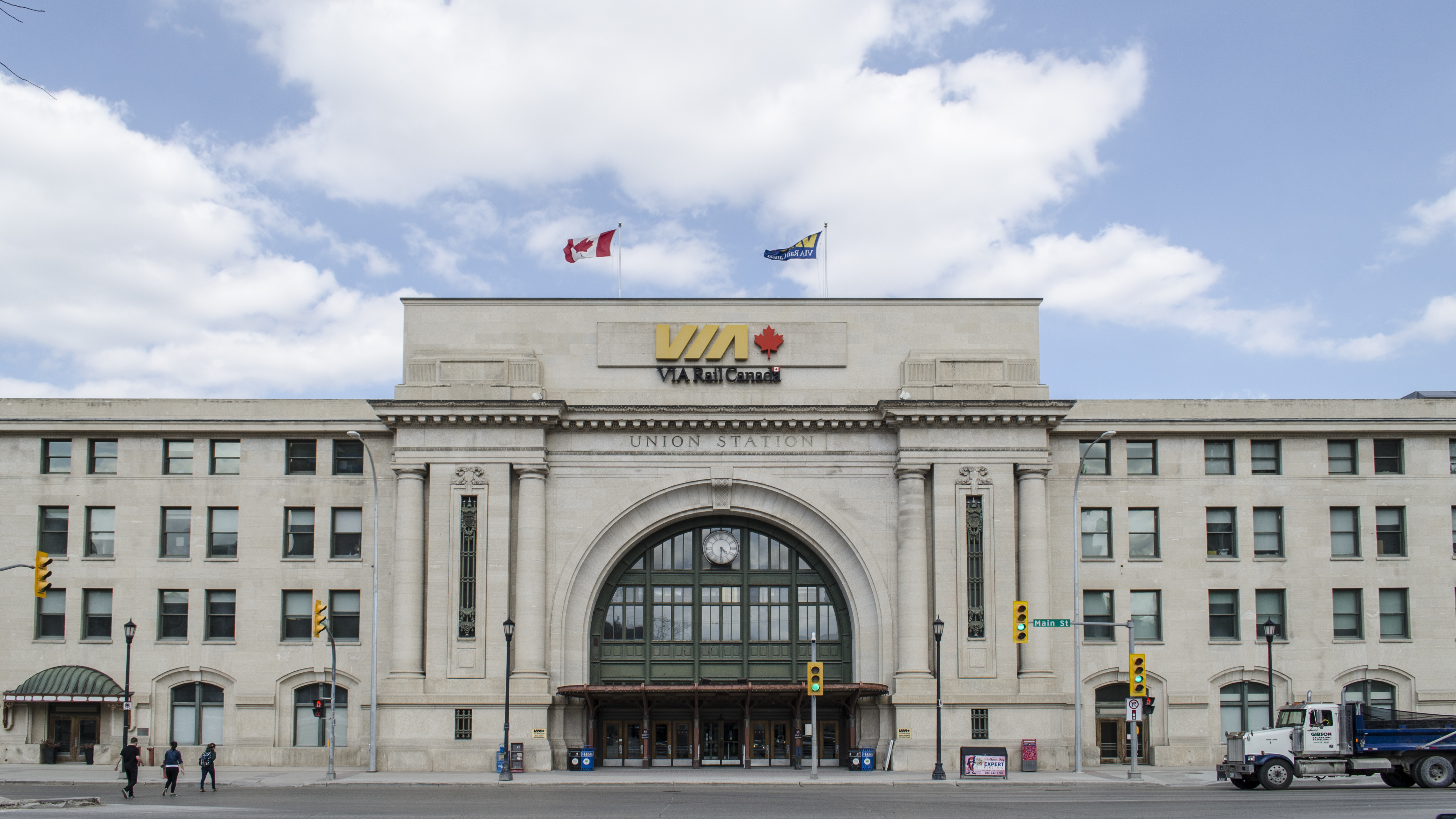
Union Station, Winnipeg

- Union Station, WinnipegUnion Station, Winnipeg, Canada, 1911
- Union Station, Houston, 1911 (Actualmente parte del Minute Maid Park)
- Condado Vanderbilt Hotel, San Juan, Puerto Rico, 1911
- Edificio Aeolian, 1912
- Ritz-Carlton, Montreal, Quebec, 1912
- El Hotel Pantlind, actualmente el Amway Grand Plaza Hotel, Grand Rapids, 1913
- Grand Central Palace, Manhattan, 1913 junto con Reed y Stem, demolido en 1964[2]

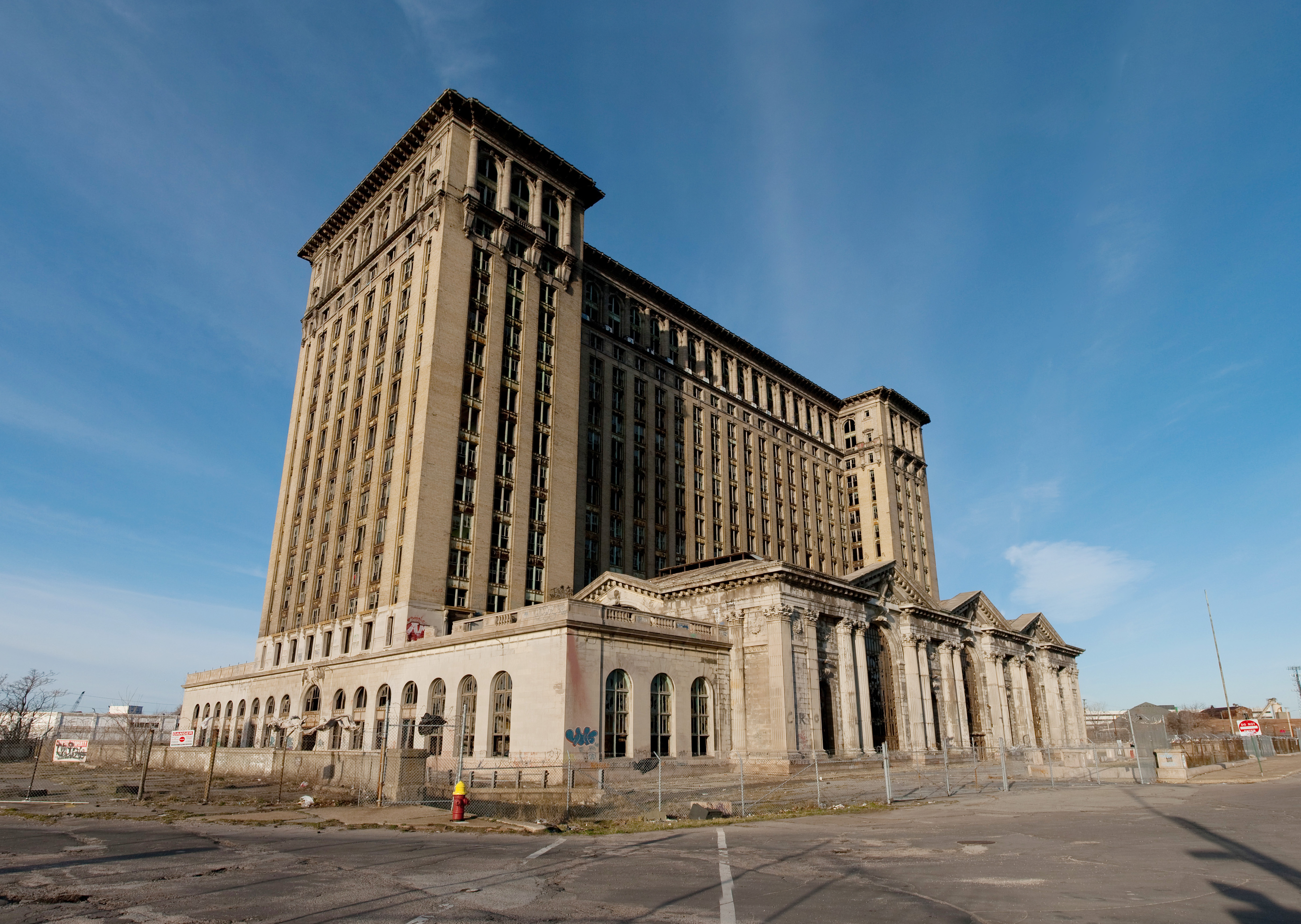
Michigan Central Station, Detroit

- Michigan Central Station, DetroitLa inconclusa Michigan Central Station, Detroit, 1913, también con Reed y Stem
- Ritz-Carlton, Filadelfia, 1913, con Horace Trumbauer
- Mansión Manor, Chautauqua- Una residencia de verano para William Doud Packard, 1915
- La Texas Company, Edificio Texaco, Houston, 1915
- Estación del Ferrocarril Central de Nueva York, 1 de la avenida East Hartsdale, Hartsdale
- 927 Fifth Avenue, Manhattan, un edificio de condominios, 1917
- El Hotel Broadmoor, Colorado Springs, 1918
- El Hotel Ambassador, Atlantic City, 1919
- Biblioteca Pública Warren,[3] Warren, 1916
- Struthers Library Building, Warren, 1919
- El Hotel Commodore, actualmente el Grand Hyatt Nueva York, parte de "Terminal City", 1920
- El Nueva York Biltmore Hotel, también parte de "Terminal City"
- Crown Building, antiguamente el edificio + Heckscher Building, Manhattan, 1921
- Ritz-Carlton, Atlantic City, 1921
- Hotel Providence Biltmore, Providence, Rhode Island, 1922
- Mayflower Hotel, Washington D.C., 1922, con Robert F. Beresford
- Salón de Convenciones Asbury Park, 1923, y el colindante Teatro Paramount, 1930
- Madison Belmont Building en la esquina de la Avenida Madison y la calle 34, Manhattan, 1925
- Steinway Hall en la calle 57, Manhattan, 1925
- Embajada Italiana, Washington D. C., 1925
- Royal Hawaiian Hotel, Honolulu, Hawái, 1927
- 689 Fifth Avenue, Manhattan, 1927
- Consolidated Edison Building en el 4 de Irving Place en Manhattan, 1928
- Casas de terraza en Norwood Gardens, calle 36, Astoria, Manhattan, diseño planeado por el arquitecto Walter Hopkins de W&W, 1928
- El edificio Helmsley, originalmente el edificio New York Central, parte del complejo del Grand Central Terminal, 1929
- Empire Trust Company Building en el 580 de la Quinta Avenida , Manhattan; actualmente el edificio World Diamond.
- Los Embarcaderos de Chelsea
- 903 Park Avenue, un edificio de la constructura Bing & Bing.